# Anthony Evans
Anthony Glyn Evans (Porthcawl, 4 de dezembro de 1942 — 9 de setembro de 2009) foi um engenheiro estadunidense.